# Пророцтво (фільм, 1995)
Пророцтво (англ. The Prophecy) — американський фільм жахів 1995 року.

## Сюжет
Після вигнанням Люцифера війна на небесах ще не завершилася. Ангели розділилися на два табори — ті, хто ненавидять людство і мріють його знищити, і ті, хто заступаються за людей. Гавриїл посланий на Землю забрати душу вбитого полковника, щоб знищити все людство. Тільки поліцейський з Лос-Анджелеса Томас і вчителька з Аризони Кетрін намагаються йому перешкодити.

## У ролях
| Актор                  | Роль                 |
| ---------------------- | -------------------- |
| Крістофер Вокен        | Гавриїл              |
| Еліас Котеас           | Томас Даггет         |
| Вірджинія Медсен       | Кетрін               |
| Ерік Штольц            | Саймон               |
| Вігго Мортенсен        | Люцифер              |
| Аманда Пламмер         | Рейчел               |
| Адам Голдберг          | Джеррі               |
| Моріа Снайдер          | Мері                 |
| Стів Гітнер            | Джозеф               |
| Дж. К. Квінн           | Берроуз              |
| Емма Шена              | бабуся               |
| Альберт Нельсон        | Сірий Кінь           |
| Шоун Нельсон           | індіанський цілитель |
| Емілі Конфорто         | Сандра               |
| Сіу-з Джессуп          | медсестра            |
| Сандра Елліс Лефферті  | Медж                 |
| Вільям «Бак» Гарт      | хранитель            |
| Крістіна Холмс         | Еллісон              |
| Нік Гомес              | Джейсон              |
| Джеремі Вільямс-Гернер | Брайан               |